# Oxalis hygrophila
Oxalis hygrophila är en harsyreväxtart som beskrevs av Dreyer. Oxalis hygrophila ingår i släktet oxalisar, och familjen harsyreväxter. Inga underarter finns listade i Catalogue of Life.